# Antela

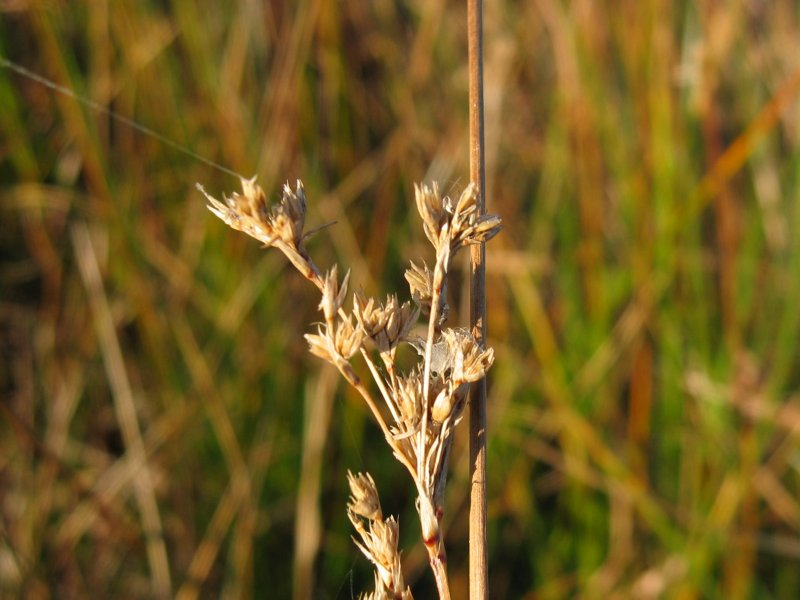
Antela de jonc

L'antela és un tipus de panícula o inflorescència composta. És un corimbe cimós, semblant al raïm (les flors es disposen poc o molt separades les unes de les altres al llarg d'un eix al qual són unides per un peduncle) però amb l'estructura d'una panícula (amb flors terminals a cada ramificació) en la qual les flors laterals són més altes que les centrals. Els peduncles tenen diferent llargada, a diferència dels del raïm: els de les flors laterals (més altes) són més llargs.